# Namana
Namana – rzeka w Rosji, w Jakucji; lewy dopływ Leny. Długość 444 km; powierzchnia dorzecza 16 900 km².
Płynie na Płaskowyżu Nadleńskim w kierunku południowym, w dorzeczu liczne bagna i niewielkie jeziora; w dolnym biegu meandruje; uchodzi do Leny ok. 60 km poniżej Olokmińska.
Zamarza od października do maja; zasilanie głównie śniegowe.